# 歩兵第125連隊
歩兵第125連隊（ほへいだい125れんたい、歩兵第百二十五聯隊）は、大日本帝国陸軍の連隊のひとつ。

## 沿革
- 1940年（昭和15年）、 第7師団 歩兵第25連隊（札幌）が満州より帰還、即樺太 上敷香へ移駐により 補充隊をもって編成[1]。

・12月4日 - 軍旗拝受。
・独立第67歩兵団（盛岡）隷下、札幌に駐屯。
- 1943年5月、独立第67歩兵団（盛岡）より樺太混成旅団隷下に編成変更[1]。

・樺太敷香郡敷香町気屯へ移駐。歩兵第25連隊と交代して国境方面の警備にあたる。
・連隊編制定員：3コ大隊12中隊.3コ機関銃中隊.3コ大隊砲小隊.1コ連隊砲大隊(連隊砲1中隊.機関砲1中隊).1コ通信中隊：人員 5,014名、馬匹1,375。
・旅団は輓馬編制を、純駄馬編制に改編。2コ歩兵連隊と樺太山砲兵連隊、樺太工兵隊、樺太輜重隊(5コ中隊編制)、樺太通信隊、樺太衛生隊を基幹とする 編制定員 15,677名の大兵力となった。
・この頃、旅団は新兵器の伐開機.伐掃機を装備。
・また、馴鹿(トナカイ）による後方.前線の輸送の研究を行う。
- 1945年（昭和20年）2月、歩兵第125連隊を含む樺太混成旅団は、歩兵第306連隊（第30警備隊改編）を加え第88師団に改編。

4月　-　　 歩兵第25連隊と交代して 上敷香に駐屯。
8月7日 -　対ソ連対策のため第88師団の会合に出席していた連隊長が帰還。
8月8日 -　連隊長より各部隊長へソ連軍越境の際は対戦するよう命令。ソ連対日宣戦布告はこの日の午後11時であり、防衛体制構築にぎりぎり間に合った。
8月9日 -　ソ連軍国境付近で砲撃開始。この日は雨で視界が悪かったこともあり、両軍ともに動きが鈍かった。 　
8月11日 - 日ソ中立条約を無視し北緯50度の国境を越え侵攻してきたソ連軍と戦闘になる。ソ連軍は既に5月7日にはドイツに対してベルリン攻防戦で勝利し、ドイツ側を降伏文書へ署名させ欧州の戦闘がほぼ終了していたため対日戦線へシベリア鉄道で精鋭部隊と大量の物資を送り込んできていた。日本側は各陣地に陣取り防衛戦を開始。特に連隊主力は八方山陣地地下内に砲兵力を隠避し、砲火力によってソ連軍と戦った。ソ連側は最後まで八方山陣地内に主力がいたことに気づかず、停戦後陣地内から出てきた日本兵の人数を見て驚いたと後に語っている。
8月14日 - 第一大隊が第一大隊長小林貞治少佐の指揮下、古屯に進出。大隊長小林貞治少佐は築城の講習を受けに旭川に出張していたが帰還したばかりであった。
8月16日 - 第一大隊は、戦車も擁するソ連軍2個連隊規模の南下を必死に押し止めたが徐々に押され、第一機関銃中隊長濱田富士隆中尉がソ連軍背後に迂回しようとするが戦死。大隊長小林貞治少佐は八方山陣地から古屯へ行く途中、頭に銃弾が当たり戦死、大隊副官岩見三郎少尉、大隊付医官岡村夏樹軍医大尉も戦死。第一大隊はほぼ壊滅した。この時のソ連軍南下阻止によってソ連軍の北海道上陸計画を遅延させ、数万人と推定される樺太引揚げ者の時間を稼いだ。もし脱出できなければ、シベリア等で強制労働につかされた可能性が指摘されている。
8月18日 - 停戦　ソ連軍は第一大隊の頑強な抵抗に一個連隊程の戦力と推定していたが一個大隊に過ぎなかった事を知り驚いている。ソ連軍との一連の戦闘による死者は340人、配属の輜重兵第88連隊などを含めると568人。

## 歴代連隊長
| 代 | 氏名       | 在任期間     | 備考 |
| -- | ---------- | ------------ | ---- |
| 初 | 芳村覚司   | 1940.8.1 -   |      |
| 末 | 小林与喜三 | 1944.10.16 - |      |